# Tia River
Der Tia River ist ein Fluss im Nordosten des australischen Bundesstaates New South Wales.

## Geographie
Der Fluss entspringt auf dem nördlichen Tafelland von New South Wales an den Osthängen der Great Dividing Range, rund 19 km südöstlich der Kleinstadt Tia. Der Tia River fließt von seiner Quelle aus nach Nordosten in die Kleinstadt Tia und unterquert dann den Oxley Highway. Gleich anschließend stürzt er über die Tia Falls in den Oxley-Wild-Rivers-Nationalpark. Dort mündet er etwa 18 km nordöstlich von Tia in den Apsley River.
Der gesamte Flusslauf liegt in der Local Government Area Walcha und im Vernon County.

## Geschichte
Früher hieß der Fluss Crimps Creek oder Crockers River. Der Entdecker John Oxley hatte den Wasserlauf nach dem Ersten Sekretär der Admiralität benannt.

## Landwirtschaft und Fischerei
Das Land oberhalb der Tia Falls gilt als gute Viehweide zur Zucht von Rindern und Schafen.
Der Tia River ist ein gutes Fischwasser für Forellen.